# Sandesneben-Nusse
Sandesneben-Nusse é uma associação municipal da Alemanha do estado de Schleswig-Holstein, distrito de Lauenburg.